# Aleksandr Czikałow
Aleksandr Fiodorowicz Czikałow, ros. Александр Федорович Чикалов (ur. 25 grudnia 1902 r. w Kowrowie, zm. ?) – radziecki działacz komunistyczny, wojskowy, szef kontrwywiadu Sił Zbrojnych Komitetu Wyzwolenia Narodów Rosji pod koniec II wojny światowej
Ukończył szkołę realną, po czym pracował w warsztatach kolejowych. Latem 1917 r. przyjechał do rodziny, mieszkającej na Syberii. Wkrótce zamieszkał w mieście Kurgan, gdzie rozpoczął naukę w gimnazjum. Jednocześnie zaangażował się w działalność rewolucyjną. Jesienią 1919 r. wstąpił do wojsk bolszewickich. Służył w Pułku Kawalerii im. Proletariatu Piotrogradzkiego. W maju 1921 r. zdemobilizowano go, po czym objął funkcję sekretarza rajkoma komsomołu w Kurganie. Na pocz. 1922 r. przeniósł się do Moskwy. Wiosną 1923 r. wstąpił do Rosyjskiej Partii Komunistycznej (bolszewików). Wkrótce zmobilizowano go do Armii Czerwonej. Służył w wojskach pogranicznych OGPU (przez większą część służby na pograniczu z Polską). Doszedł do funkcji zastępcy szefa oddziału pogranicznego. W międzyczasie ukończył wyższą szkołę wojsk NKWD, a następnie akademię wojskową im. Frunze. W latach 30. był kierowany do Chin, a następnie Mongolii. W 1937 r. został aresztowany przez NKWD, ale po 6 miesiącach wyszedł na wolność. W 1939 r. powrócił do służby w Armii Czerwonej, zostając wykładowcą w wojskowej szkole NKWD. W 1940 r. brał udział w wojnie zimowej. Po ataku wojsk niemieckich na ZSRR 22 czerwca 1941 r., skierowano go na Kaukaz, gdzie uczestniczył w formowaniu dywizji NKWD specjalnego przeznaczenia. Następnie został na krótko wysłany do Iranu. Po powrocie do Moskwy został oficerem sztabu ochrony miasta. Od stycznia 1942 r. pełnił funkcję szefa sztabu 19 Brygady Przeciwpancernej Frontu Południowego. W czerwcu tego roku odkomenderowano go pod zwierzchność Głównego Zarządu Wywiadowczego Armii Czerwonej. Od lipca prowadził działania wywiadowczo-sabotażowe na tyłach wojsk niemieckich. W listopadzie 1943 r. dostał się do niewoli. Skazano go na karę śmierci, ale jako byłego funkcjonariusza służb bezpieczeństwa przewieziono go do Berlina. Osadzono go w specjalnym obozie w rejonie Królewca, gdzie jesienią 1944 r. wstąpił do nowo formowanych Sił Zbrojnych Komitetu Wyzwolenia Narodów Rosji. Objął funkcję szefa kontrwywiadu sztabu Sił Zbrojnych KONR. Po zakończeniu wojny uniknął repatriacji do ZSRR. Nawiązał współpracę z amerykańskimi służbami specjalnymi. Mieszkał w zachodnich Niemczech, używając fałszywego nazwiska Igor Ałmazow. W 1947 r. został aresztowany przez Amerykanów. Po procesie skazano go w 1948 r. na karę 17 lat więzienia. Po 5 miesiącach wypuszczono go na wolność. W 1949 r. został schwytany przez Sowietów. W sierpniu 1950 r. został osądzony. Dalsze jego losy są nieznane.